# 그때 그사람 (드라마)
《그때 그사람》은 1989년 5월 28일 MBC TV에서 방영된 베스트셀러극장이다.

## 줄거리
직장 상사가 여동생 살해... 처절한 복수극
주인공은 남편의 산소에 성묘를 떠났던 여동생 미희가 온천장에서 변사체로 발견되자 깜짝 놀란다.
그는 여관 종업원으로부터 미희와 동숙한 남자의 인상착의를 듣고 자신이 다니는 은행의 상사 김광철 과장을 용의자로 지목하게 된다.
그는 복수를 위해 은행에 사직서를 제출한 후 어느날 밤 김광철과 술자리를 함께 하게 되는데...

## 출연
- 김주승
- 박순애
- 정승현
- 김은성

| MBC 베스트셀러극장         | MBC 베스트셀러극장              | MBC 베스트셀러극장          |
| 이전 작품                  | 작품명                          | 다음 작품                   |
| -------------------------- | ------------------------------- | --------------------------- |
| 252회: 간주곡 (1989.05.21) | 253회: 그때 그사람 (1989.05.28) | 254회: 3통 8반 (1989.06.04) |